# M/S Sundbuss Pernille
M/S Sundbuss Pernille (mellan 2007 och 2010 benämnd Siletta Ace) är en passagerarfärja som trafikerar HH-leden mellan Helsingborg och Helsingör. Fartyget trafikerar rutten åt det danska rederiet Sundsbusserne A/S.

## Historik
Färjan byggdes 1981 av Lindstølds Skips og Baatbyggeri A/S i Risør i Norge åt A/S Moltzau Tankrederi från Oslo. Hon sattes i trafik av rederiet Sundsbusserne A/S mellan Helsingborg och Helsingör under namnet M/S Sundbuss Pernille den 19 juni 1981. Den var norskflaggad fram till 2001 då den bytte till svensk flagg med hemmahamn Helsingborg. År 2003 kolliderade Sundbuss Pernille i tät dimma med färjan M/S Mercandia IV från rederiet HH-Ferries när den var på väg in i Helsingörs hamn. Pernille fick skador på bland annat kommandobryggan och tre personer skadades. 
Sundsbussarna övertogs av Eitzen Holding i december 2006 och i samband med detta bytte rederiet namn till Ace link. Det nya rederiet gjorde en storsatsning på rutten, vilket innebar att två nya och större fartyg beställdes, M/S Siluna Ace och M/S Simara Ace, vilka var tänkta att ersätta de dåvarande. Dock valde man behålla Sundbuss Pernille som en extrafärja och döpte om denna till M/S Siletta Ace för att passa in i de nya namnmönstren. Färjan målades även om för att efterlikna de nya fartygens färger. Då tillväxten på rutten inte motsvarade Ace links förväntningar valde rederiet att dra in Simara Ace och istället använda den mindre Siletta Ace som ordinarie fartyg. Den 4 januari 2010 försattes Ace link i konkurs på grund av höga omkostnader och stora skulder, vilka till stor del berodde på inköpet av de nya fartygen. I samband med detta upphörde Siletta Ace sin trafik på HH-leden.
Redan till sommaren samma år startade en grupp danska investerare ett nytt rederi på rutten under det nygamla namnet "Sundbusserne". Det nya rederiet köpte Siletta Ace från Eitzen-gruppen och döpte samtidigt om båten till Sundbus Pernille. Den 11 juli sattes Pernille i trafik som bolagets dittills enda fartyg.
Sedan 30 juni 2018 så trafikerar även M/S Jeppe återigen sundet för Sundsbussarna tillsammans med Pernille och sommaren året därpå började M/S Lea Elisabeth köra för rederiet.